# YJ-83

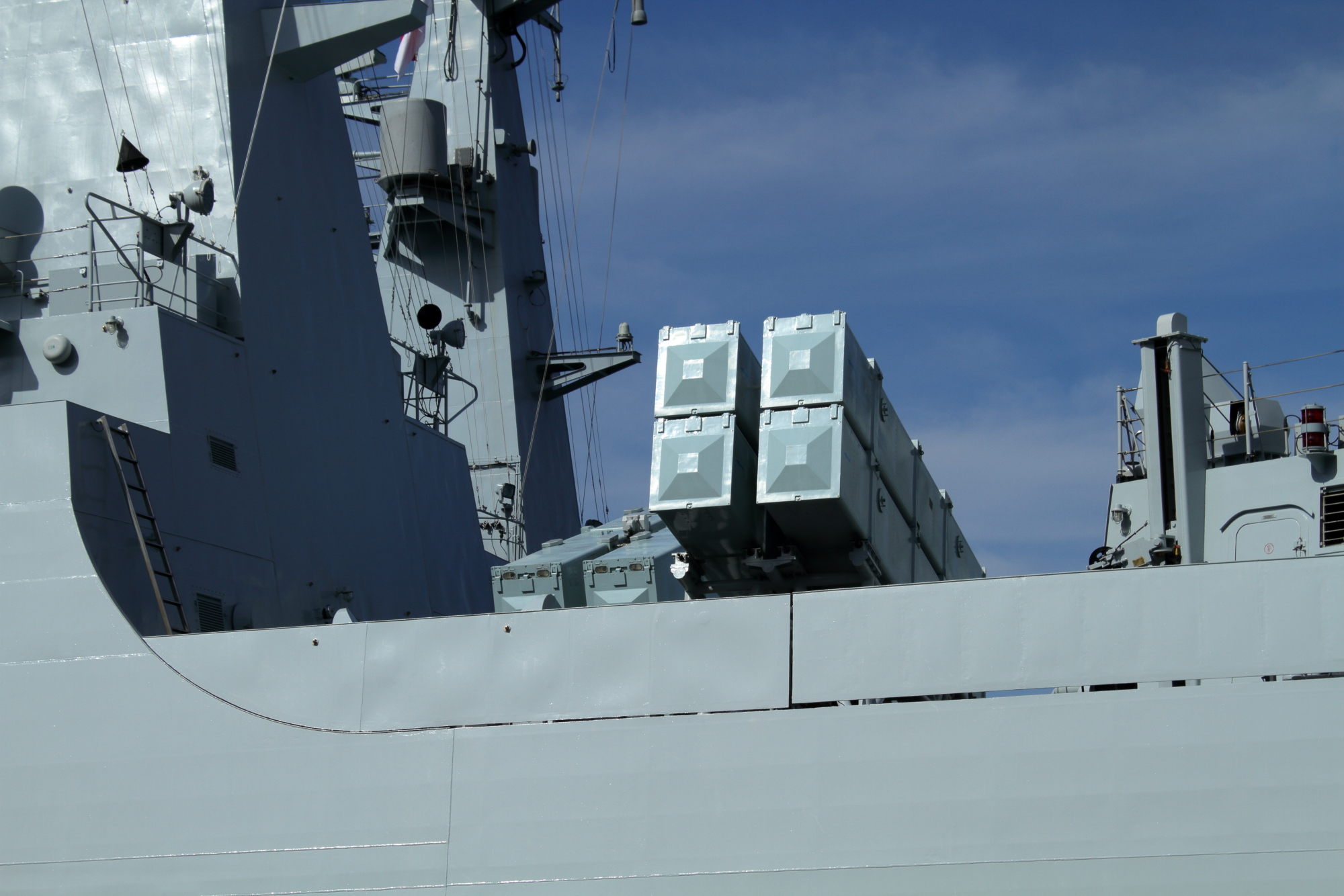
Système de lancement quadruple pour YJ-83 à bord d'une frégate Type 054A.

Le Yingji-83, ou YJ-83 (en chinois : 鹰击, signifiant « attaque de l'aigle »), est un missile antinavire chinois. Supersonique, il est essentiellement basé sur l'YJ-82 subsonique, auquel il succède. Sa désignation à l'exportation est C-803.

## Conception et développement

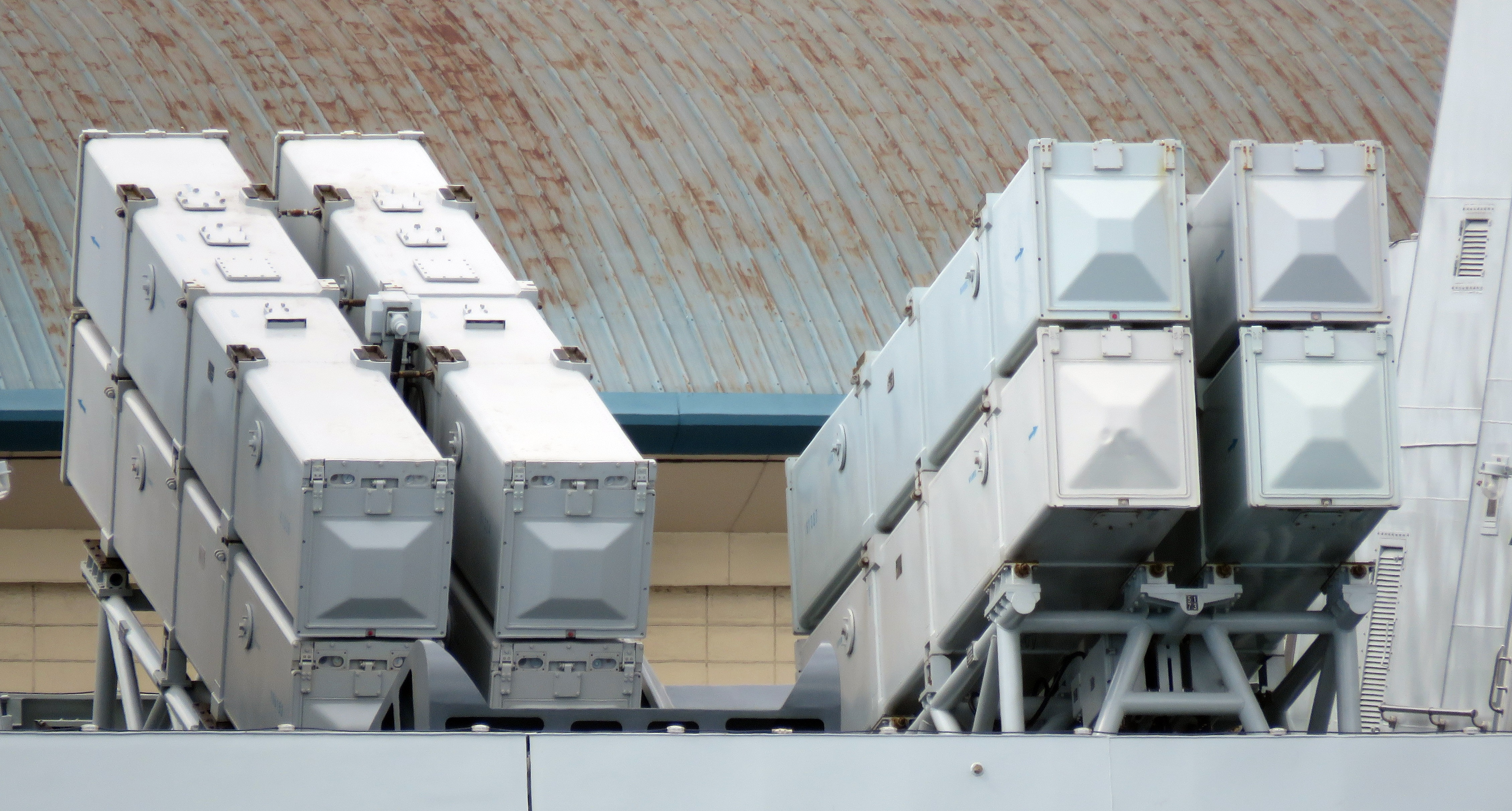
Les deux systèmes de lancement pour YJ-83 de la frégate Type 054A Wuhu (539).

Le chef concepteur des missiles YJ-83 et YJ-85 (le dernier né de la série) est Huang Ruisong (黄锐松), qui succéda à Liang Shoupan (梁守槃) lorsque ce dernier prit sa retraite. Ruisong conçut l'YJ-83 pour avoir une portée opérationnelle supérieure à 255 km lorsqu'il était lancé depuis les airs et environ 150 à 200 km lorsqu'il été tiré depuis la surface. L'YJ-83 apparut pour la première fois en 1999, le jour de la parade nationale, et n'était alors équipé que d'un autodirecteur radar. Les autodirecteurs des versions du C-802 sont également disponibles pour le C-803, mais il reste impossible à l'heure actuelle de savoir si les Chinois les ont adoptés. Les caissons de lancement et de stockage du nouveau missile conservent la capacité de contenir des missiles plus anciens, tel le missile anti sous-marins CY-1.
Le programme de missile YJ-83 commença dans les premiers mois de 1994 et fut considéré par les occidentaux comme une tentative de la part des chinois de rester dans la compétition face à Taïwan, qui développait alors sont missile antinavire supersonique Hsiung Feng III. Afin d'accélérer son développement, le radar et le moteur du C-802 furent retenus, même si de gros changements restaient à opérer afin de rendre ces systèmes compatibles avec le nouveau missile.
De novembre 1995 à novembre 1996, un total de cinq vols de test fut mené. Trois d'entre eux furent des échecs, parmi lesquels un test conduit le 15 novembre 1995, au cours duquel le missile plongea directement dans l'eau après avoir quitté son lanceur. Une analyse poussée après coup révéla finalement que tous les échecs avaient été causés par les systèmes de propulsion du missile. En conséquence de ces pannes répétées, une suggestion fut faite d'abandonner tout le projet dans son ensemble et de faire venir des systèmes importés directement de Russie, une idée qui fut immédiatement rejetée par les Chinois. Après de nombreux essais supplémentaires, le développement local de systèmes de propulsion fiables fut finalement accompli. Cependant, le projet restait toujours sur la sellette, en raison d'autres problèmes mineurs toujours en cours de résolution.
En 1997, les financements du projet furent grandement diminués, ce qui amena à seulement deux vols de tests, lesquels se soldèrent d'ailleurs par deux échecs. Cette fois-ci, la responsabilité revint à des câbles défectueux, qui amenèrent le radioaltimètre du missile à donner de fausses informations à son ordinateur de bord. Même si le problème fut résolu en revoyant la conception du missile, un autre apparut rapidement après, cette fois en cours de production. Le mécanisme de gouvernail présentait des défauts de fonctionnement pendant les tests, et il fut ensuite découvert qu'au lieu d'utiliser un filetage comme prévu, un foret cassé avait été utilisé. Cette bévue amena les directeurs de production et de projet à se faire relever de leur poste et à retourner en cours pour être mieux formés à leur travail. Un nouvel objectif de « zéro défaut » fut instauré, et chacun des collaborateurs à ce projet était constamment maintenu en haleine par le slogan « zéro erreur au travail, zéro défaut dans les produits, zéro risque lors des tests en vol ». En juin 1998, un nouveau vol de test fut mené, juste après l'apparition de la nouvelle doctrine de qualité, et ce fut un succès. Deux mois plus tard, deux missiles parvinrent à toucher directement leur cible à leur portée maximale. Immédiatement après ces deux réussites, trois autres tests furent menés, deux d'entre eux étant une réussite totale et le troisième n'étant considéré que comme un succès partiel. Après de nombreux tests supplémentaires, le missile fut finalement accepté en service.
Les travaux commencèrent immédiatement pour améliorer le missile. Une antenne de liaison de données fut montée, afin de pouvoir recevoir les mises à jour de mi-parcours provenant des aéronefs de surveillance maritime, tel le Harbin SH-5, ou d'hélicoptères tels les Super Frelon et Dauphin. Cette caractéristique est devenue un standard pour tous les missiles actuellement en production. À l'inverse des autodirecteurs des versions actualisées des C-802 qui furent ensuite adoptés par le C-803, la liaison de données fut d'abord développée pour le C-803 et ensuite adoptée par les versions récentes du C-802. Il reste cependant impossible de savoir si cette liaison de données n'est compatible qu'avec les autodirecteurs radars ou si elle peut être reliée à tous les types d'autodirecteurs existants.
En raison de la vitesse supersonique du missile lors de sa phase d'attaque finale, il était quasiment impossible de concevoir un missile pouvant effectuer un vol en suivi de terrain, et le nouveau modèle ne possède pas exactement les mêmes capacités dans ce domaine que son prédécesseur. Toutefois, malgré ses nombreuses améliorations, le futur de l'YJ-83 est incertain, principalement en raison du fait qu'un missile plus avancé est déjà en développement par la CHETA (中国海鹰机电技术研究院), et que son ingénieur en chef est le même que celui du C-803. Il y a peu de chances que le C-803 voie le service en grand nombre, alors que le successeur YJ-12 est déjà sur les rails.
Il sera tout de même exporté vers le Bangladesh, en même-temps que les corvettes furtives Type-056.

## SALSCM
Un successeur avancé du C-803 est en cours de développement par la CAIC (China Aviation Industry Corporation I). Cette mise à jour et futur remplaçant du C-803 fut révélé pour la première fois au 6e meeting aérien de Zhuhai, en 2006, présenté sous la forme d'une maquette attachée à un chasseur Xian JH-7. SALSCM est l'acronyme de Standoff Air-Launched Supersonic Cruise Missile (Missile de croisière supersonique aéroporté à distance de sécurité), et ce missile est largement basé sur l'expérience acquise par les russes, même s'il semble impossible de déterminer à quel point ils étaient impliqués dans le projet. D'après les services de renseignements occidentaux, une usine complète de fabrication de missiles air-sol nucléaires fut vendue à la Chine en 1995, et elle fut utilisée pour produire des missiles de la famille Kh-55, Kh-15 et Kh-31. Beaucoup de sources internet chinoises affirment également que l'aide fournie par les russes ou les ukrainiens était bien plus importante que de simples emprunts d'experts en missiles.
L'influence soviétique se reflète essentiellement dans le type de vol qu'effectue le missile pendant son attaque sur sa cible : après le lancement, le missile grimpe rapidement vers son altitude de croisière, à partir de laquelle il effectue un vol en palier, puis effectue une plongée sur sa cible. La même technique est employée par l'YJ-12, qui peut, comme le SALSCM être également employé contre des cibles terrestres. Le SALSCM ressemble à un C-803 agrandi, mais ses surfaces de contrôle ressemblent fortement à celles du Kh-35 russe. Deux missiles peuvent être transportés par un JH-7, et d'autres plateformes peuvent employer cette arme.
Caractéristiques
- Longueur : 4,18 m
- Diamètre : 56 cm
- Masse : 980 kg
- Charge militaire : 300 kg
- Altitude minimale de lancement : 10 000 m
- Altitude maximale de lancement : 20 000 m
- Vitesse minimale de lancement : Mach 0.8
- Vitesse maximale de lancement : Mach 1.5
- Altitude de croisière : de 10 à 20 km
- Portée maximale : 250 km
- Guidage à mi-course : combiné navigation inertielle / GPS
- Guidage en attaque terminale : combiné radar millimétrique / imagerie infrarouge